# Орден Св. св. Кирила і Мефодія
Орден «Св. св. Кирило і Мефодій» — правонаступник ордена «Св. св. рівноапостольних Кирила і Мефодія» та ордену «Кирило і Мефодій».

## Царство Болгарія

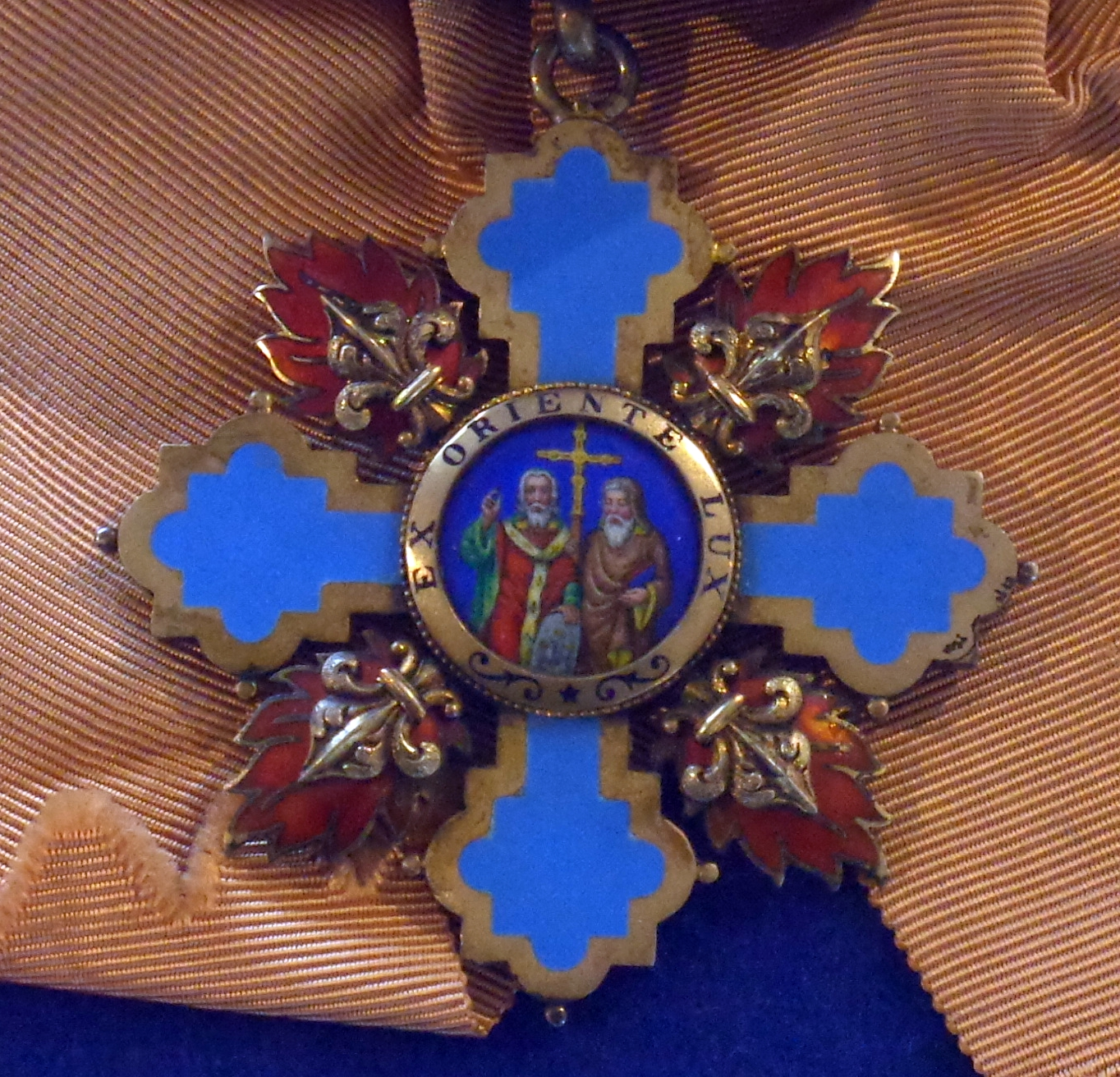
Орден Святих рівноапостольних Кирила і Мефодія, знак, 1920-1930 рр. Царство Болгарія. Виставка Талліннського музею лицарських орденів, Естонія

Орден «Св. св. рівноапостольних Кирила і Мефодія» — найвища нагорода Болгарського царства. Це династичний орден болгарських царів. Заснований королем Фердинандом I 18 травня 1909 року з нагоди проголошення незалежності Болгарії (Урядовий вісник № 104/21.05.1909), а в лютому 1910 року був затверджений законом XIV звичайних народних зборів. Орден символізує суверенітет країни і владу монарха, який є її великим магістром і єдиним носієм «великого ланцюга». Знак ордена є обов'язковим атрибутом офіційного одягу болгарського царя. Є єдиний ступінь із хрестом і зіркою із зображеннями святих братів Кирила і Мефодія. Зірка ордена дуже нагадує французький династичний орден Святого Духа, заснований Генріхом III Валуа в 1578 році. Ця схожість навряд чи є випадковою, враховуючи походження короля Фердинанда І та його особливе ставлення до династичної традиції. Девіз ордена «EX ORIENTE LUX» (Зі Сходу світло).
Кавалери Ордену за часів Болгарського царства; Громадяни Болгарії:
- Фердинанд I, цар болгарів
- Борис III, цар болгарів
- Йосиф I, болгарський екзарх
- Іван Гешов
- Васил Радославов
- Іван Вазов
- Симеон, митрополит Варненсько-Преславський
- Генерал від інфантерії Данаїл Николаєв

Його також вручили 52 главам іноземних держав. Орденоносцями стали у тому числі:
- Вільгельм II, імператор Німеччини;
- Георг VI, король Сполученого Королівства;
- Франц Йосиф, імператор Австро-Угорщини;
- Микола II, російський імператор;
- Віктор Еммануїл III, король Італії;
- Умберто II, король Італії;
- Карл I (Австро-Угорщина), імператор Австро-Угорщини;
- Олександр I, король сербів, хорватів і словенців і король Югославії.

Після Першої світової війни глав держав і політичних лідерів країн Осі нагороджували орденами:
- Беніто Муссоліні, прем'єр-міністр Італії;
- Герман Герінг, прем'єр-міністр Пруссії;
- Йоахім фон Ріббентроп, міністр закордонних справ Німеччини;
- Міхай I, король Румунії;
- Адмірал Міклош Хорті, глава Угорщини.

## Народна Республіка Болгарія
Орден «Кирило і Мефодій» був затверджений 13 грудня 1950 року Указом № 649 Президії Перших Національних Зборів і має три ступені. Стаття 36 Указу № 1094 Державної Ради НРБ від 28 травня 1974 року визначає підстави нагородження орденом: «за діяльність у галузі науки, освіти і культури та за великі заслуги для освіти болгарського народу». Нагородна система НРБ створює багато видів нагород, серед яких 17 орденів, розташованих за старшинством у 8 ступенів, орден Кирила і Мефодія є сьомим за старшинством. Усі відзнаки з нагородної системи НРБ, за винятком трьох орденів «Стара Планина», «Мадарського вершника» та ордена Троянди, були скасовані Указом про внесення змін № 1094 від 21 березня 1991 року від VII Великих Народних Зборів.
Ступені відзнак в нагородній системі НРБ:

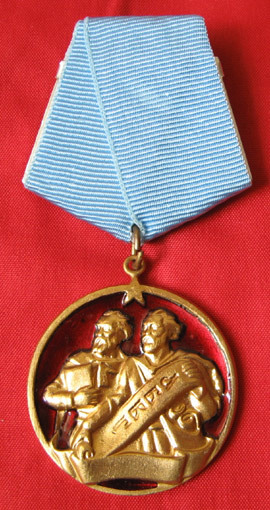
Орден «Кирило і Мефодій» I ступеня
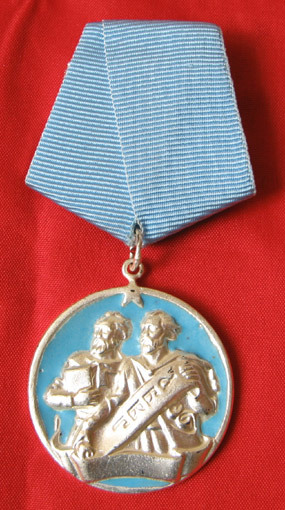
Орден «Кирило і Мефодій» II ступеня
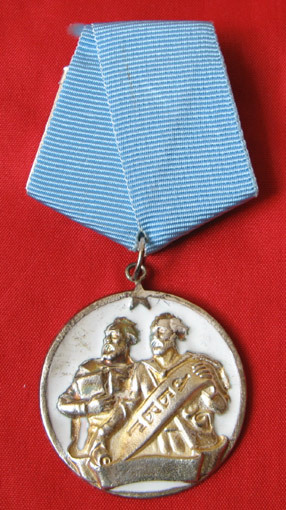
Орден «Кирило і Мефодій» III ступеня

## Республіка Болгарія
Орден «Св. св. Кирила і Мефодія» є другим за старшинством в нагородній системі Республіки Болгарія. Він був заснований «законом про ордени і медалі Республіки Болгарія» 13 червня 2003 року (оприлюднений, ДВ № 54). Нагородження орденом св. вул. Кирила і Мефодія є прерогативою Президента Республіки Болгарія.

### Відмінності між королівським і республіканським варіантами
- Медаль перших двох класів — срібний візантійський хрест з позолоченими срібними краями, 3-го класу — тільки срібний.
  - Полум'я між раменами хреста замінює лілію;
  - На реверсі замість монограми болгарського царя розміщено болгарський національний триколор і напис «Республіка Болгарія».

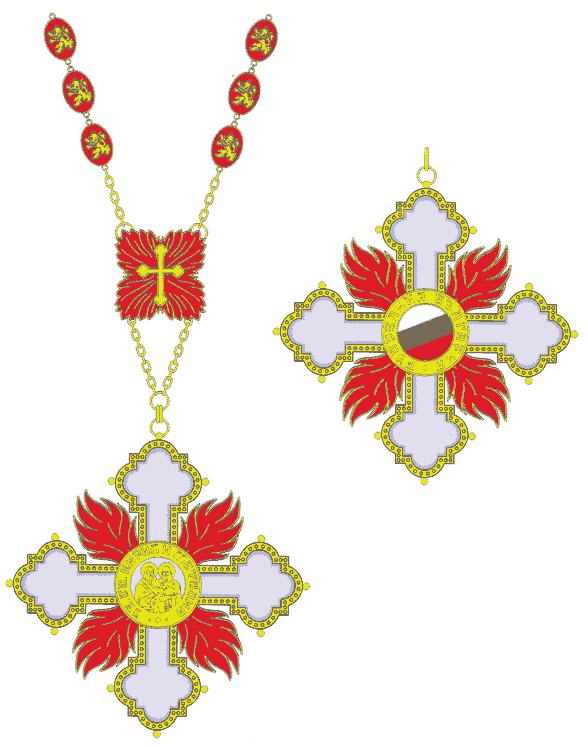
Ланцюг
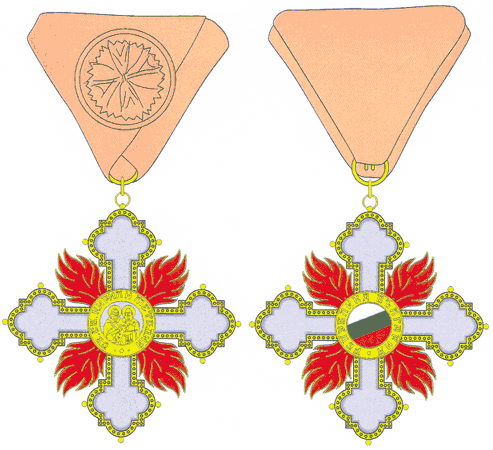
І ступінь
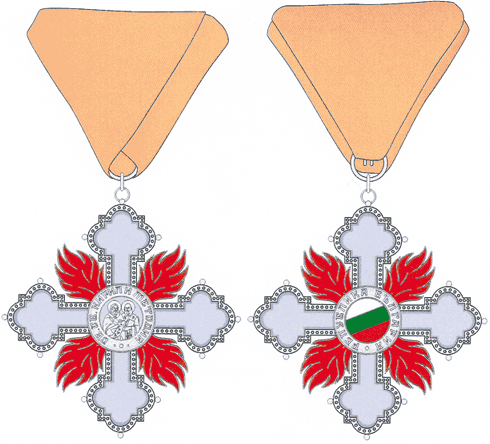
II ступінь

## Статут
Стаття 5

(1) Орденом "Свв. Кирила і Мефодія" нагороджуються болгарські та іноземні громадяни, які зробили значний внесок у розвиток культури, мистецтва, освіти і науки.
(2) Орден «Св. Св. Кирила і Мефодія» має такі ступені: 1. Ланцюг; 2. І ступінь – золотистий з помаранчевою смугою; 3. ІІ ступінь – срібний з оранжевою стрічкою.

(3) Орденом святих рівноапостольних Кирила і Мефодія нагороджуються: 1. нашийним знаком - особи, які мають особливо значні заслуги в розвитку культури, мистецтва і науки; 2. першим ступенем - особи, які мають великі заслуги в галузі культури, мистецтва, освіти і науки; 3. другим ступенем - діячі освіти, культури і громадської роботи.

## Опис
(4) Орден "Св. св. Кирило і Мефодій":

1. Ланцюг: а) Золотий Хрест, покритий емальною, на передній частині - кулон посередині талії із зображенням Св. св. Кирила і Мефодія та напис "Св. св. Кирила і Методій", на зворотному боці на медальйоні - болгарський національний триколор і напис "Республіка Болгарія", полум'я між раменами хреста; Ланцюг має еліптичні медальйони; Його носять на шиї;
б) Зірка ордена з ланцюгом: на золотих променях - золотий хрест, покритий емаллю, посередині хреста - медальйон із зображенням Св. Кирила і Мефодія та написом "Св. св. Кирило і Мефодій", полум'я між плечима хреста; носиться на грудях;
2. Першого ступеня: золотий хрест, покритий емаллю, посередині хреста медальйон із зображенням Св. св. Кирила і Мефодія та написом "Свв. Кирило і Мефодій", на зворотному боці медальйона - болгарський національний триколор і напис "Республіка Болгарія", полум'я між плечима хреста; носиться на грудях;

3. Другий ступінь: срібний хрест, покритий емаллю, медальйон посередині хреста із зображенням Св. св. Кирила і Мефодія та написом "Св св. Кирило і Мефодій", нна зворотному боці медальйона - болгарський національний триколор і напис "Республіка Болгарія", полум'я між плечима хреста; носиться на грудях.

## Нагородження
Стаття 11

(1) Президент Республіки Болгарія нагороджує орденами і медалями.
(2) Пропозиції про нагородження орденами і медалями вносяться Головою Народних Зборів і Радою Міністрів на підставі мотивованого подання відповідних міністрів, Болгарської академії наук, вищих навчальних закладів, Болгарського Червоного Хреста, творчих спілок, асоціацій та інших некомерційних організацій, а також ініціативних комітетів громадян.
(3) Пропозиції про нагородження іноземних громадян орденами і медалями вносить Міністр закордонних справ.
(4) Пропозиції про нагородження болгарських військовослужбовців вносить Міністр оборони.
(5) Пропозиції про нагородження повинні містити детальний опис діяльності особи та обґрунтовану пропозицію про нагородження.
Стаття 12.
(1) Укази Президента Республіки Болгарія про нагородження орденами і медалями підписуються відповідно до пункту 2 статті 102 Конституції Республіки Болгарія.

(2) Укази Президента Республіки Болгарія про нагородження орденами і медалями скріплюються державною печаткою і публікуються в "Державен вісник".